# Parafia Chrystusa Króla w Warszawie
Parafia Chrystusa Króla w Warszawie – parafia rzymskokatolicka należąca do dekanatu praskiego, diecezji warszawsko-praskiej, metropolii warszawskiej Kościoła katolickiego, w Warszawie. Obsługiwana przez księży diecezjalnych.
Parafia została erygowana w 1932 roku.

## Kościół parafialny
Kościół zbudowano według projektu Bronisława Colonny-Czosnowskiego jako wotum wdzięczności za zwycięstwo nad bolszewikami w 1920. 25 października 1935 roku, w uroczystość Chrystusa Króla, arcybiskup Aleksander Kakowski poświęcił plac pod budowę świątyni. Była budowana do roku 1953.
W pożarze 5 sierpnia 2011 wieża świątyni spaliła się i zapadła do środka; spłonął też kryty blachą dach o drewnianej konstrukcji. Kościół po staraniach parafian został odbudowany i odremontowany.

## Proboszczowie parafii
- ks. Jan Golędzinowski, 25.02.1932 - 30.03.1940
- ks. Józef Adam Potocki, 30.03.1940 – 01.08.1942 jako administrator
- ks. Józef Szkudelski, 01.08.1942 -03.09.1946
- ks. Franciszek Duczyński, 03.09.1946- 30.08.1964
- ks. Józef Woźniak, 30.08.1964 - 30.03.1973
- ks. Stefan Niedzielak, 30.03.1973 –18.06.1973 jako administrator
- ks. Bronisław Krassowski, 18.06.1973- 27.06.1986
- ks. Kazimierz Cygan, 27.06.1986 - 20.10.1993
- ks. Eugeniusz Raciborski, 21.11.1993 -18.06.1996
- ks. Marcin Wójtowicz, 29.06.1996-28.10.2023
- ks. Marcin Ożóg, od 29.10.2023